# Liste der Gemeinden in der Provinz Cádiz
Die spanische Provinz Cádiz hat 45 Gemeinden (Stand 1. Januar 2019).

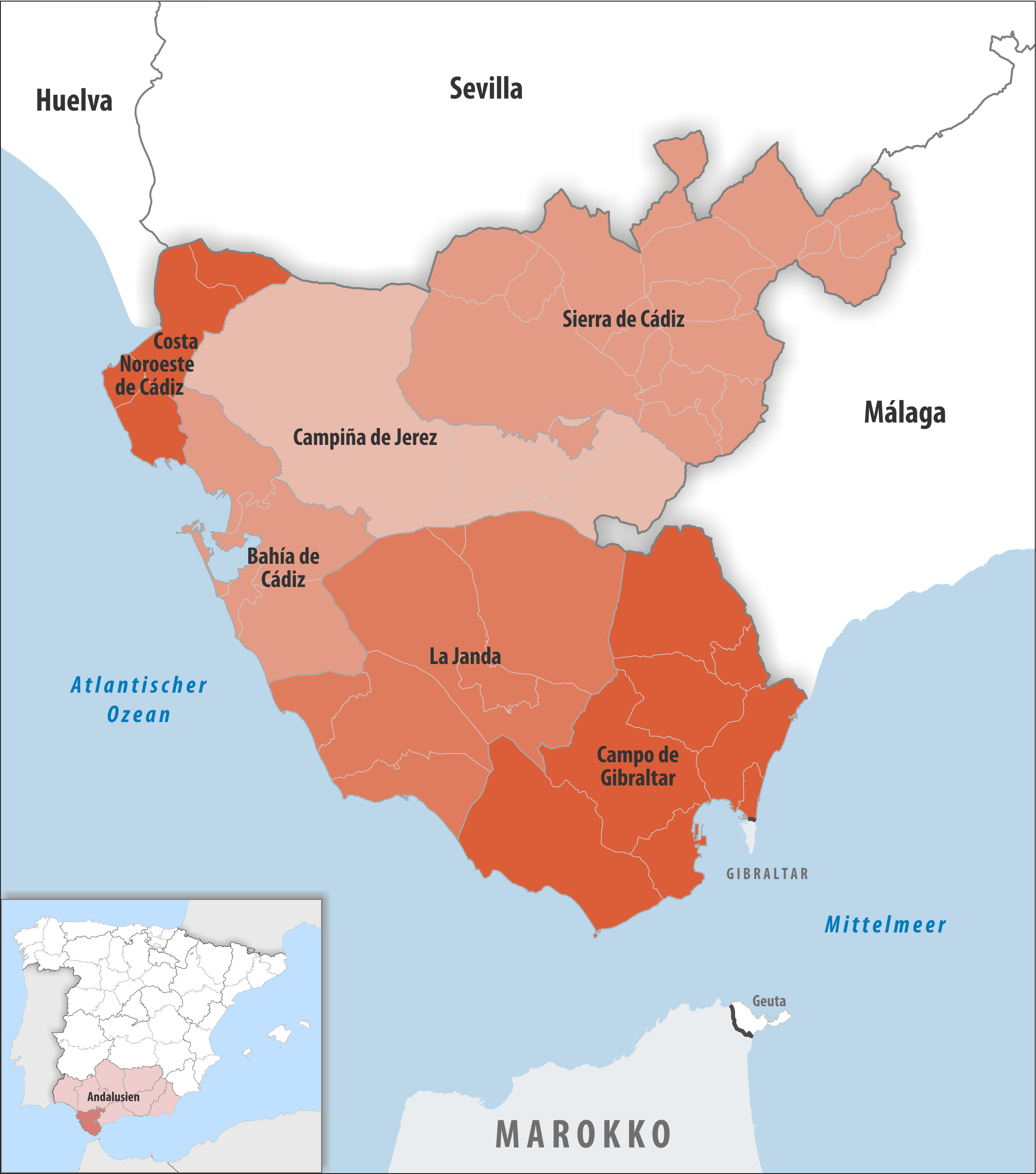
Comarcas in der Provinz Cádiz

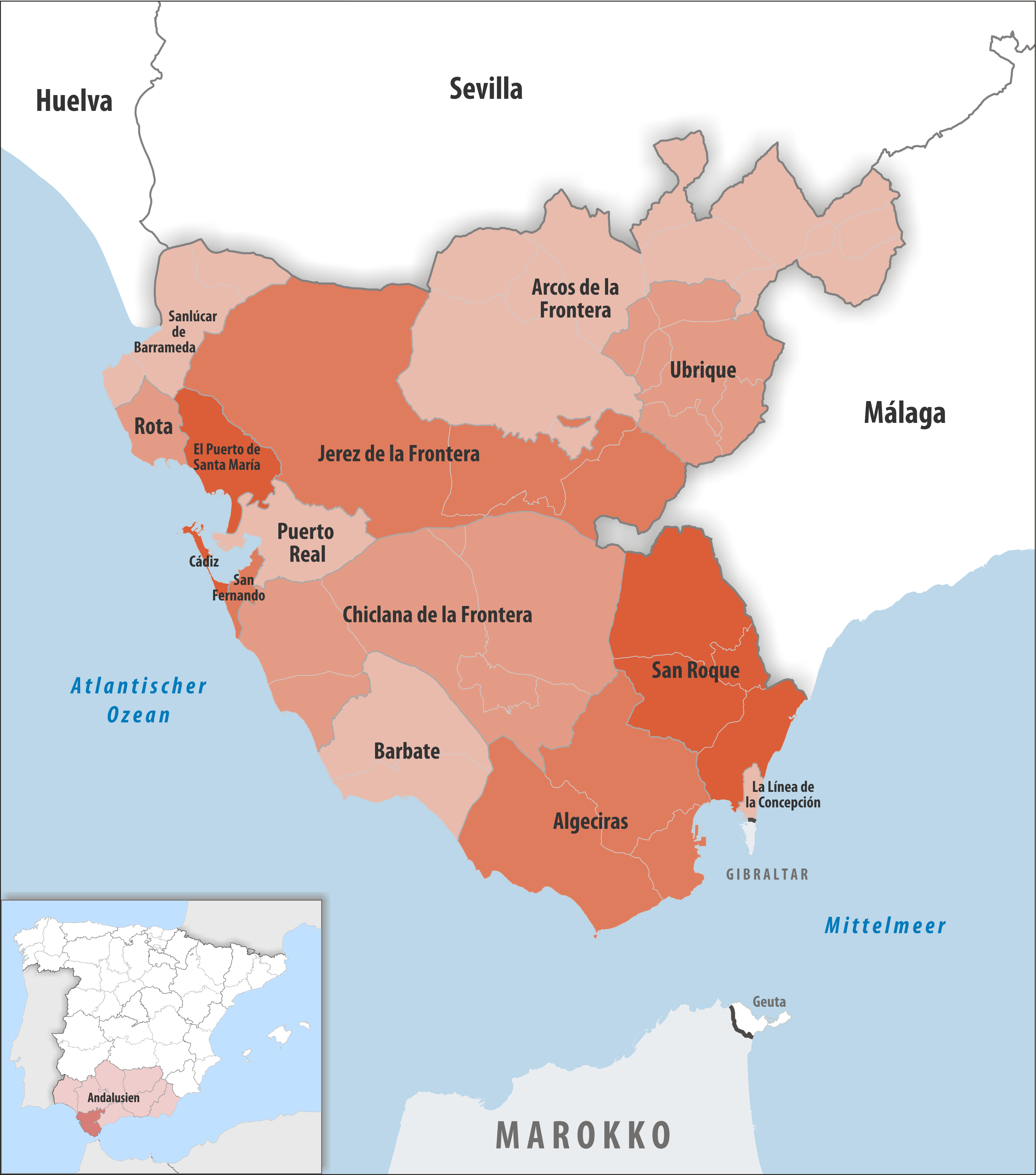
Gerichtsbezirke in der Provinz Cádiz

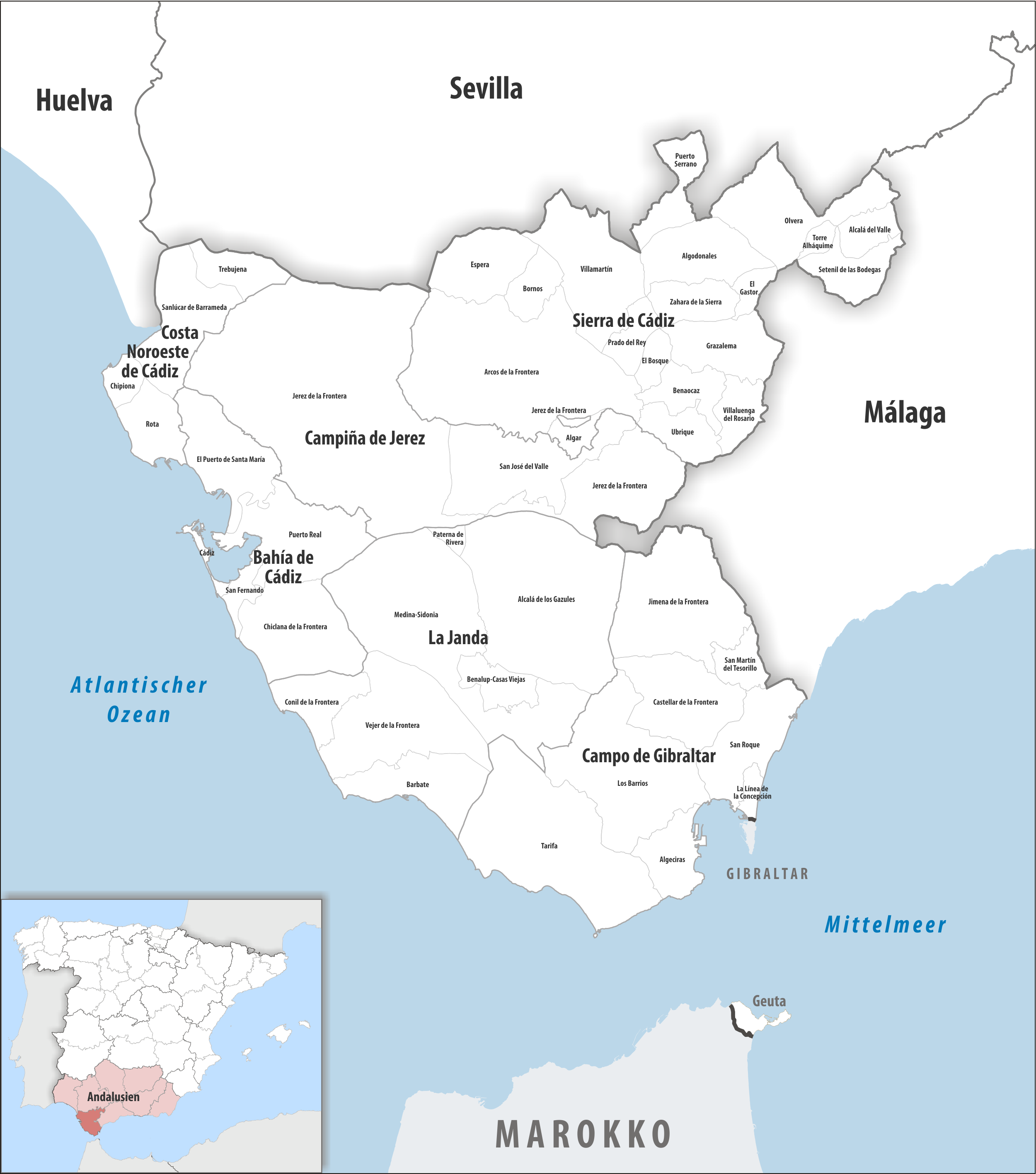
Gemeinden und Comarcas in der Provinz Cádiz

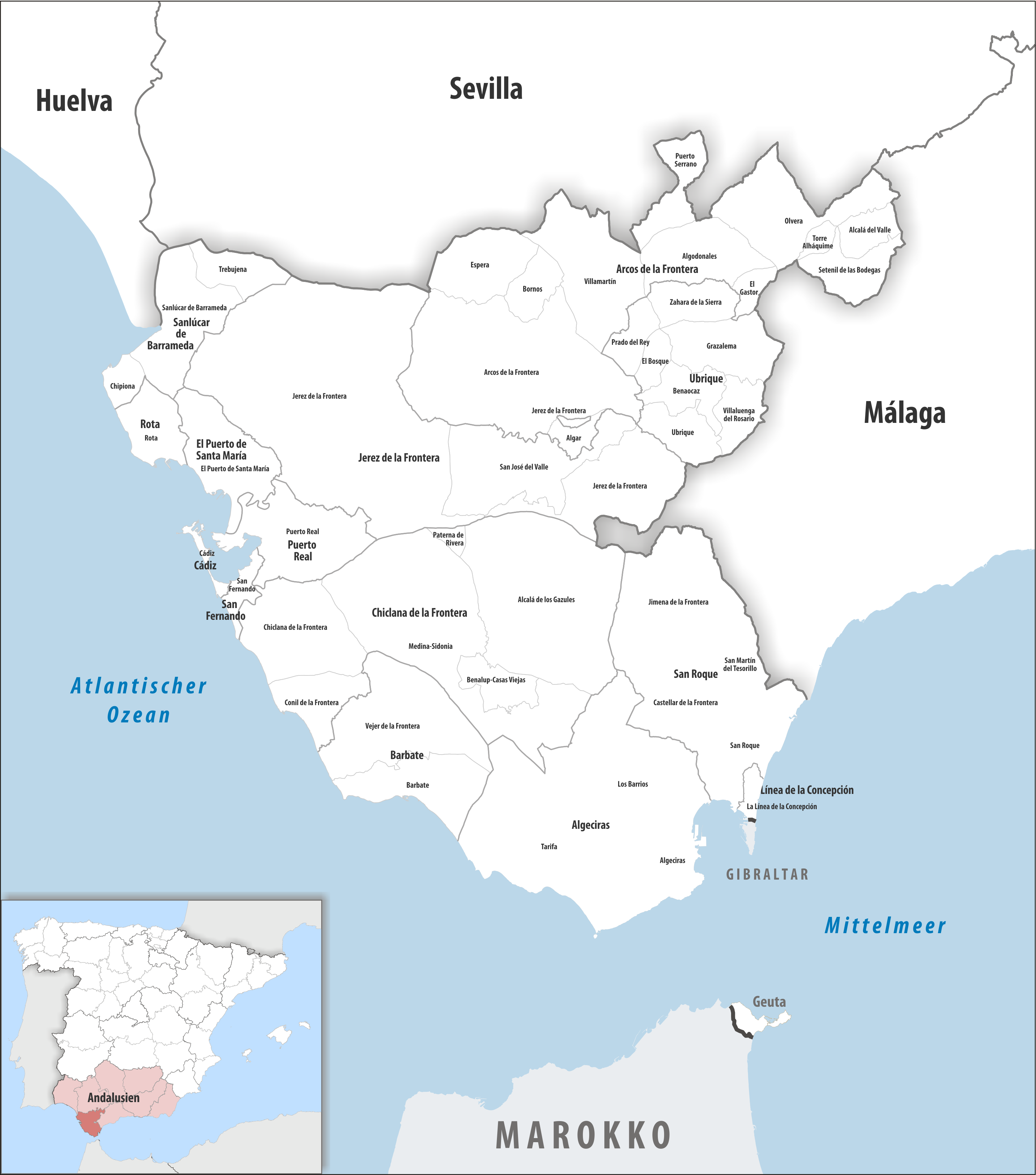
Gemeinden und Gerichtsbezirke in der Provinz Cádiz

| Wappen | Gemeinden                 | Einwohner (2024) | Fläche km² | Dichte Einw./km² | Cod INE | Comarca                 | Gerichtsbezirk            |
| ------ | ------------------------- | ---------------- | ---------- | ---------------- | ------- | ----------------------- | ------------------------- |
|        | Alcalá de los Gazules     | 5.223            | 479,07     | 11               | 11001   | La Janda                | Chiclana de la Frontera   |
|        | Alcalá del Valle          | 4.936            | 46,89      | 105              | 11002   | Sierra de Cádiz         | Arcos de la Frontera      |
|        | Algar                     | 1.436            | 26,72      | 54               | 11003   | Sierra de Cádiz         | Arcos de la Frontera      |
|        | Algeciras                 | 124.978          | 87,96      | 1.421            | 11004   | Campo de Gibraltar      | Algeciras                 |
|        | Algodonales               | 5.443            | 134,45     | 40               | 11005   | Sierra de Cádiz         | Arcos de la Frontera      |
|        | Arcos de la Frontera      | 31.046           | 526,82     | 59               | 11006   | Sierra de Cádiz         | Arcos de la Frontera      |
|        | Barbate                   | 22.709           | 142,17     | 160              | 11007   | La Janda                | Barbate                   |
|        | Los Barrios               | 24.404           | 330,70     | 74               | 11008   | Campo de Gibraltar      | Algeciras                 |
|        | Benalup-Casas Viejas      | 7.228            | 60,37      | 120              | 11901   | La Janda                | Chiclana de la Frontera   |
|        | Benaocaz                  | 754              | 69,39      | 11               | 11009   | Sierra de Cádiz         | Ubrique                   |
|        | Bornos                    | 7.533            | 55,09      | 137              | 11010   | Sierra de Cádiz         | Arcos de la Frontera      |
|        | El Bosque                 | 2.249            | 30,75      | 73               | 11011   | Sierra de Cádiz         | Ubrique                   |
|        | Cádiz                     | 110.914          | 12,30      | 9.017            | 11012   | Bahía de Cádiz          | Cádiz                     |
|        | Castellar de la Frontera  | 2.976            | 180,51     | 16               | 11013   | Campo de Gibraltar      | San Roque                 |
|        | Chiclana de la Frontera   | 89.794           | 206,77     | 434              | 11015   | Bahía de Cádiz          | Chiclana de la Frontera   |
|        | Chipiona                  | 19.915           | 33,12      | 601              | 11016   | Costa Noroeste de Cádiz | Sanlúcar de Barrameda     |
|        | Conil de la Frontera      | 23.996           | 87,37      | 275              | 11014   | La Janda                | Chiclana de la Frontera   |
|        | Espera                    | 3.777            | 123,44     | 31               | 11017   | Sierra de Cádiz         | Arcos de la Frontera      |
|        | El Gastor                 | 1.698            | 27,54      | 62               | 11018   | Sierra de Cádiz         | Arcos de la Frontera      |
|        | Grazalema                 | 1.998            | 122,41     | 16               | 11019   | Sierra de Cádiz         | Ubrique                   |
|        | Jerez de la Frontera      | 213.688          | 1.187.92   | 180.024          | 11020   | Campiña de Jerez        | Jerez de la Frontera      |
|        | Jimena de la Frontera     | 6.695            | 298,42     | 22               | 11021   | Campo de Gibraltar      | San Roque                 |
|        | La Línea de la Concepción | 64.177           | 26,67      | 2.406            | 11022   | Campo de Gibraltar      | La Línea de la Concepción |
|        | Medina-Sidonia            | 11.764           | 487,63     | 24               | 11023   | La Janda                | Chiclana de la Frontera   |
|        | Olvera                    | 7.864            | 193,69     | 41               | 11024   | Sierra de Cádiz         | Arcos de la Frontera      |
|        | Paterna de Rivera         | 5.505            | 13,83      | 398              | 11025   | La Janda                | Chiclana de la Frontera   |
|        | Prado del Rey             | 5.667            | 48,58      | 117              | 11026   | Sierra de Cádiz         | Ubrique                   |
|        | Puerto Real               | 42.151           | 195,97     | 215              | 11028   | Bahía de Cádiz          | Puerto Real               |
|        | El Puerto de Santa María  | 89.960           | 159,09     | 565              | 11027   | Bahía de Cádiz          | El Puerto de Santa María  |
|        | Puerto Serrano            | 6.898            | 79,84      | 86               | 11029   | Sierra de Cádiz         | Arcos de la Frontera      |
|        | Rota                      | 29.552           | 84,19      | 351              | 11030   | Costa Noroeste de Cádiz | Rota                      |
|        | San Fernando              | 93.645           | 29,91      | 3.131            | 11031   | Bahía de Cádiz          | San Fernando              |
|        | San José del Valle        | 4.472            | 223,74     | 20               | 11902   | Campiña de Jerez        | Jerez de la Frontera      |
|        | San Martín del Tesorillo  | 2.739            | 48,44      | 57               | 11903   | Campo de Gibraltar      | San Roque                 |
|        | San Roque                 | 34.190           | 139,48     | 245              | 11033   | Campo de Gibraltar      | San Roque                 |
|        | Sanlúcar de Barrameda     | 69.876           | 171,39     | 408              | 11032   | Costa Noroeste de Cádiz | Sanlúcar de Barrameda     |
|        | Setenil de las Bodegas    | 2.624            | 82,15      | 32               | 11034   | Sierra de Cádiz         | Arcos de la Frontera      |
|        | Tarifa                    | 18.664           | 419,18     | 45               | 11035   | Campo de Gibraltar      | Algeciras                 |
|        | Torre Alháquime           | 798              | 17,36      | 46               | 11036   | Sierra de Cádiz         | Arcos de la Frontera      |
|        | Trebujena                 | 7.015            | 70,72      | 99               | 11037   | Costa Noroeste de Cádiz | Sanlúcar de Barrameda     |
|        | Ubrique                   | 16.439           | 69,75      | 236              | 11038   | Sierra de Cádiz         | Ubrique                   |
|        | Vejer de la Frontera      | 12.915           | 264,58     | 49               | 11039   | La Janda                | Barbate                   |
|        | Villaluenga del Rosario   | 462              | 59,46      | 8                | 11040   | Sierra de Cádiz         | Ubrique                   |
|        | Villamartín               | 12.169           | 211,42     | 58               | 11041   | Sierra de Cádiz         | Arcos de la Frontera      |
|        | Zahara de la Sierra       | 1.355            | 72,51      | 19               | 11042   | Sierra de Cádiz         | Ubrique                   |
|        | Provinz Cádiz             | 1.254.291        | 7.435,85   | 169              | 11000   | –                       | –                         |

- Karte mit allen verlinkten Seiten:
- OSM |
- WikiMap